# Las Cuerlas
Las Cuerlas ist ein spanischer Ort und eine Gemeinde (municipio) mit nur noch 41 Einwohnern (Stand: 2024) im Süden der Provinz Saragossa in der Autonomen Gemeinschaft Aragonien. Die Gemeinde gehört zur bevölkerungsarmen Serranía Celtibérica.

## Lage und Klima
Las Cuerlas liegt ca. 135 Kilometer südwestlich der Provinzhauptstadt Saragossa in einer Höhe von ca. 900 m. Im Osten liegt das Naturschutzgebiet Laguna de Gallocanta.
Das Klima ist gemäßigt bis warm; Regen (ca. 472 mm/Jahr) fällt übers Jahr verteilt.

## Bevölkerungsentwicklung
| Jahr      | 1970 | 1981 | 1991 | 2001 | 2011 | 2021 |
| Einwohner | 218  | 102  | 104  | 94   | 62   | 42   |

Die Mechanisierung der Landwirtschaft, die Aufgabe bäuerlicher Kleinbetriebe und der damit verbundene Verlust von Arbeitsplätzen führten in der zweiten Hälfte des 20. Jahrhunderts zu einem deutlichen Rückgang der Bevölkerungszahl (Landflucht).

## Sehenswürdigkeiten
- Kirche Mariä Himmelfahrt (Iglesia de Nuestra Señora de la Asunción)